# Gunild Keetman
Gunild Keetman (Elberfeld, 5 de juny de 1904 - Breitbrunn, 14 de desembre de 1990) fou una educadora alemanya i la principal creadora de l'enfocament per a l'ensenyament de la música conegut com a Orff-Schulwerk. Keetman va ser responsable de la major part de l'ensenyament real que es va fer en les primeres etapes del moviment, sobretot com a professora de les emissions de ràdio i televisió que van popularitzar el Schulwerk a tota Alemanya als anys cinquanta.
Quan era una dona jove, Keetman no estava segura d'ella mateixa i de la seva vocació a la vida. Als vint anys, però, es va formar sota els ideals i la instrucció musical de Dorothee Günther i Carl Orff a la Güntherschule de Múnic, Alemanya. Aquest esdeveniment va ajudar a Keetman a trobar-se realment a si mateixa i va desenvolupar la seva vocació en aquest entorn. Va començar a ensenyar a la Güntherschule després de ser-ne alumna durant molts anys. L'escola va ser destruïda per un bombardeig a Múnic quan Keetman tenia 40 anys. En aquell moment, ella i Carl Orff van començar el desenvolupament de l'enfocament Orff Schulwerk, pel qual és més coneguda avui dia.

## Vida

### Primers anys
Gunild Keetman va néixer a Alemanya el 1904. Els seus pares van cultivar la música a casa i es van assegurar que fos una part integral de la vida de la seva filla. A més, també volien que Keetman obtingués una educació completa que inclogués estudis universitaris. Malgrat els temps turbulents de la Primera Guerra Mundial i les desafortunades restriccions imposades a les dones, va començar els seus estudis a la Universitat de Bonn el 1923, i es va traslladar a la Universitat de Berlín l'any següent. Però finalment va prendre la que seria una decisió fonamental a la seva vida: es va matricular a la Güntherschule de Múnic el 1926. Carl Orff i Dorothee Günther van obrir aquesta escola l'any 1924 a Múnic per protestar contra la versió alemanya del victorianisme en la música i la dansa, aleshores desenfrenat. Utilitzant tècniques de la dansa moderna i vinculant-les amb la música, la Güntherschule seguia un camí alternatiu per provocar una protesta, combinant rebuig, descobriment i idealisme. Va ser aquí on Keetman va trobar finalment on pertanyia i què volia fer amb la seva vida. Es va abocar plenament en l'escola, i va passar els següents 18 anys de la seva vida aprenent i, finalment, ensenyant a l'escola.

### Ensenyament
El 1945 la Güntherschule va ser destruïda en un atac aeri dels Aliats. Durant anys, aquesta institució havia estat tot el que Keetman i els seus companys havien conegut, i ara havia desaparegut. Keetman va declarar, referint-se a la tristesa que els provocava: “Teníem les nostres flautes de bec amb nosaltres; no podríem fer més que fer música junts. En aquell moment, vam interpretar tota la nostra misèria i tristesa. Crec que quan finalment vam deixar de tocar, ens havíem compost una mica de coratge".
A partir d'aquest esdeveniment, Keetman va centrar la seva escriptura en un públic significativament més jove. Va començar una lluita per la reforma educativa, agafant les idees i els mètodes de la Güntherschule i els va aplicar a la música i l'educació del moviment per als infants més petits. Els administradors no estaven interessats en la reforma educativa durant aquest temps, així que Keetman va tenir la idea d'emetre els seus mètodes per la ràdio i, més tard, per la televisió. Després d'haver emès amb èxit per ràdio, televisió i discos, l'enfocament d'ensenyament-aprenentatge musical s'estava convertint en un èxit. El 1950, Keetman i Orff van escriure els cinc volums de Música per a infants, la qual cosa va permetre que l'enfocament arribés a un públic internacional, i també va ser durant aquesta dècada que Keetman es va centrar en la formació de professors a la seu d'Orff-Schulwerk a Salzburg. La seva feina s'havia convertit en l'essència de la seva vida; ho vivia i respirava a cada moment. Continuaria ensenyant als altres a ensenyar d'aquesta manera fins a la seva mort el 1990.

## Estil compositiu
Les obres de Keetman estan escrites per als característics "instruments Orff". Això inclou el carilló, el xilòfon, el metal·lòfon, la flauta dolça i la percussió corporal. Els volums de Música per a infants estan dissenyats per superposar tots aquests instruments per crear una peça de conjunt polifònica. Aquestes composicions solen consistir en patrons bàsics de ritme o notes, la qual cosa permet als infants flexibilitat per triar tons i patrons compositius. Keetman creia fermament que el joc és essencial per a l'aprenentatge i, per tant, va donar als estudiants l'oportunitat de crear de nou dins de l'ampli límit de les seves composicions. També va escriure obres per a flauta dolça, l'altre conjunt d'instruments clau en l'enfocament d'Orff-Schulwerk. Va ser un dels seus instruments més estimats per tocar, i ho va fer durant els seus anys a la Güntherschule. Més tard va aplicar el que va aprendre per compondre obres per a Orff-Schulwerk.

## Obres
- Keetman, Gunild and Carl Orff. Music for Children, Vols. 1-5. Germany: Schott's Sohne, 1960.
- Keetman, Gunild. Elementaria: first acquaintance with Orff Schulwerk. London: Schott and Co. Ltd., 1974.
- Keetman, Gunild. Rhythmische Ubung. New York: Schott Music Corp., 1970.
- Frazee, Jane. Discovering Keetman: rhythmic exercises and pieces for xylophone. New York: Schott, 1998.
- Keetman, Gunild. Elemental Recorder Playing. New York: Schott, 1999.